# Rue de l'Hirondelle
La rue de l’Hirondelle est une rue située dans le quartier de la Monnaie du 6e arrondissement de Paris.

## Origine du nom
La rue doit son nom à une enseigne représentant une hirondelle (en vieux français : arondale).

## Historique

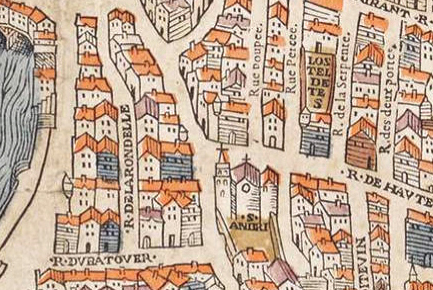
Rue de Larondelle (à la gauche de l'image) sur le plan de Truschet et Hoyau (1550).

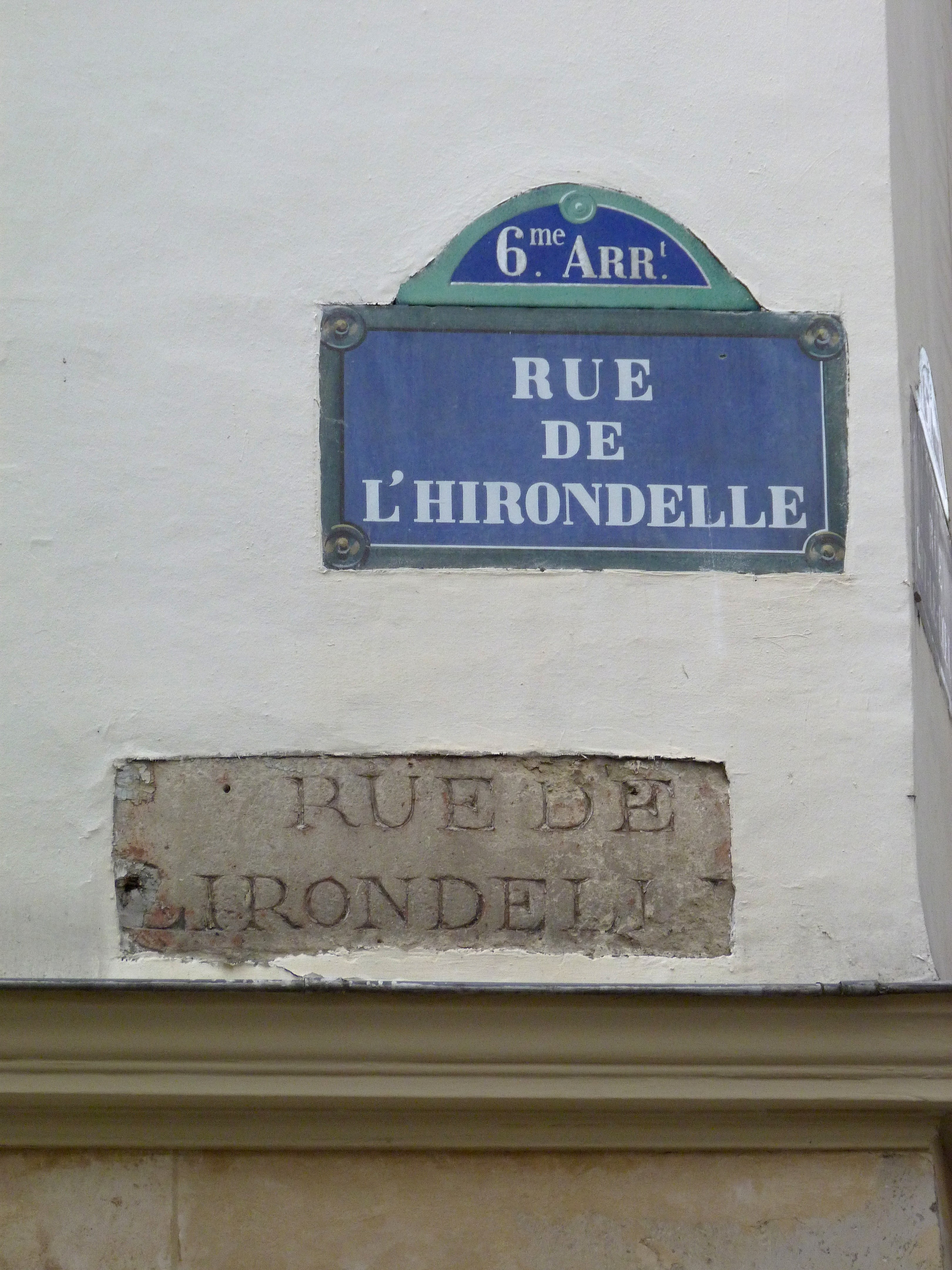
Ancien nom et nom actuel.

La rue de l’Hirondelle est une voie très ancienne de la rive gauche de Paris, ouverte vers 1200 sur le clos de Laas, compris dans le fief de l'abbaye de Saint-Germain-des-Prés, planté originellement en vignes arrachées et loti à partir de 1179. La rue est indiquée sous le nom « rue Arrondale-en-Laas » et porte ensuite celui « rue d'Hyrondale », de « rue de Lyrundelle » et « rue d'Irondelle ».
Vers 1280-1300, elle est citée dans Le Dit des rues de Paris de Guillot de Paris sous la forme « rue Hérondale ».
Elle est citée sous le nom de « rue de l'Arondel » dans un manuscrit de 1636.
Elle commençait à l'origine sur la place du Pont-Saint-Michel. La création de la place Saint-Michel en 1855, à l'emplacement oriental de la rue, l’ampute sur près de la moitié de sa longueur,.
Cette rue étroite présente aujourd’hui la particularité de communiquer à hauteur du no 6 de la place Saint-Michel par un escalier de sept marches fermé par une grille en fer forgé, débouchant sur un passage discret, vouté à deux arches, ce qui lui donne l'aspect tranquille d'une impasse retirée dans un quartier très animé. À l'angle de la rue Gît-le-Cœur, une inscription à l'orthographe fantaisiste sur le mur de l'immeuble : « rue de lirondelle ».

## Bâtiments remarquables et lieux de mémoire
- Vers 1541, le chirurgien Ambroise Paré avait sa boutique d'apothicaire à l'enseigne des Trois Bassins, dans la partie de la rue rasée lors de l'aménagement de la place Saint-Michel.
- Nos 20-22 : hôtel de la Salamandre, qui aurait été construit par le roi François Ier. Au-dessus du porche et dans la cour se trouvent deux bas-reliefs figurant une salamandre, l'emblème du roi. L'hôtel a été totalement remanié à la fin du XVIIIe siècle. La Société historique du 6e arrondissement note que les bas-reliefs « sont peut-être issus du démantèlement de premiers bâtiments, ou plus probablement, sont des répliques destinées à faire perdurer la légende du lieu »[4].
- No 22 : ancienne « maison borgne » opérant sous le nom d'Hôtel-Bar de la Marine[5].
- Nos 23,25,27 : selon le marquis de Rochegude, les bâtiments, fortement remaniés, sont les vestiges des dépendances du collège d'Autun[6].
- No 25 : l'ancien cabaret  La Bolée - en 2019, la Vénus noire -, établissement fréquenté par des artistes : Charles Baudelaire, Jeanne Duval, puis Pierre Mac Orlan, Francis Carco, ainsi que Robert Desnos et André Warnod.

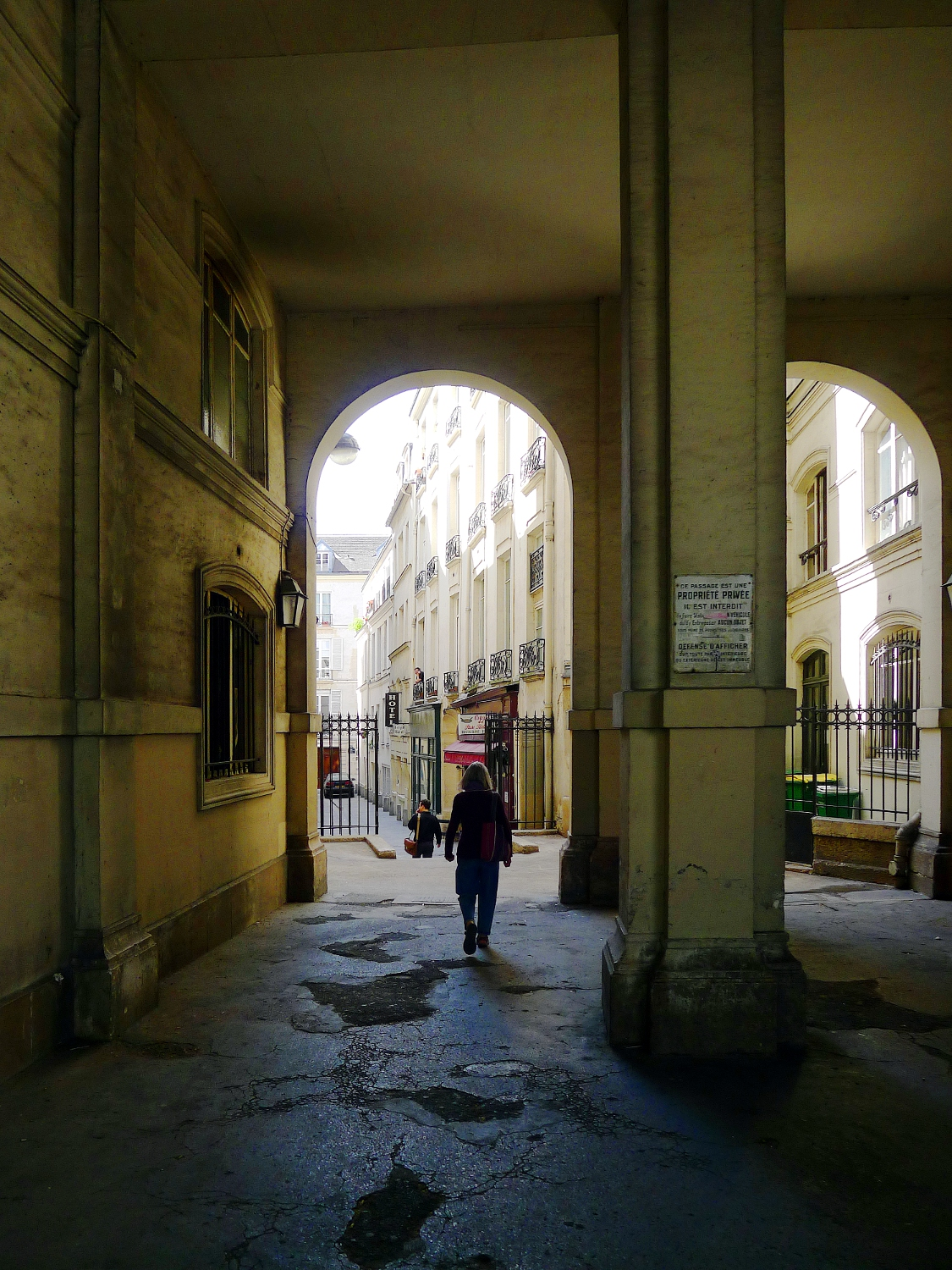
Ruelle vue de la place Saint-Michel.
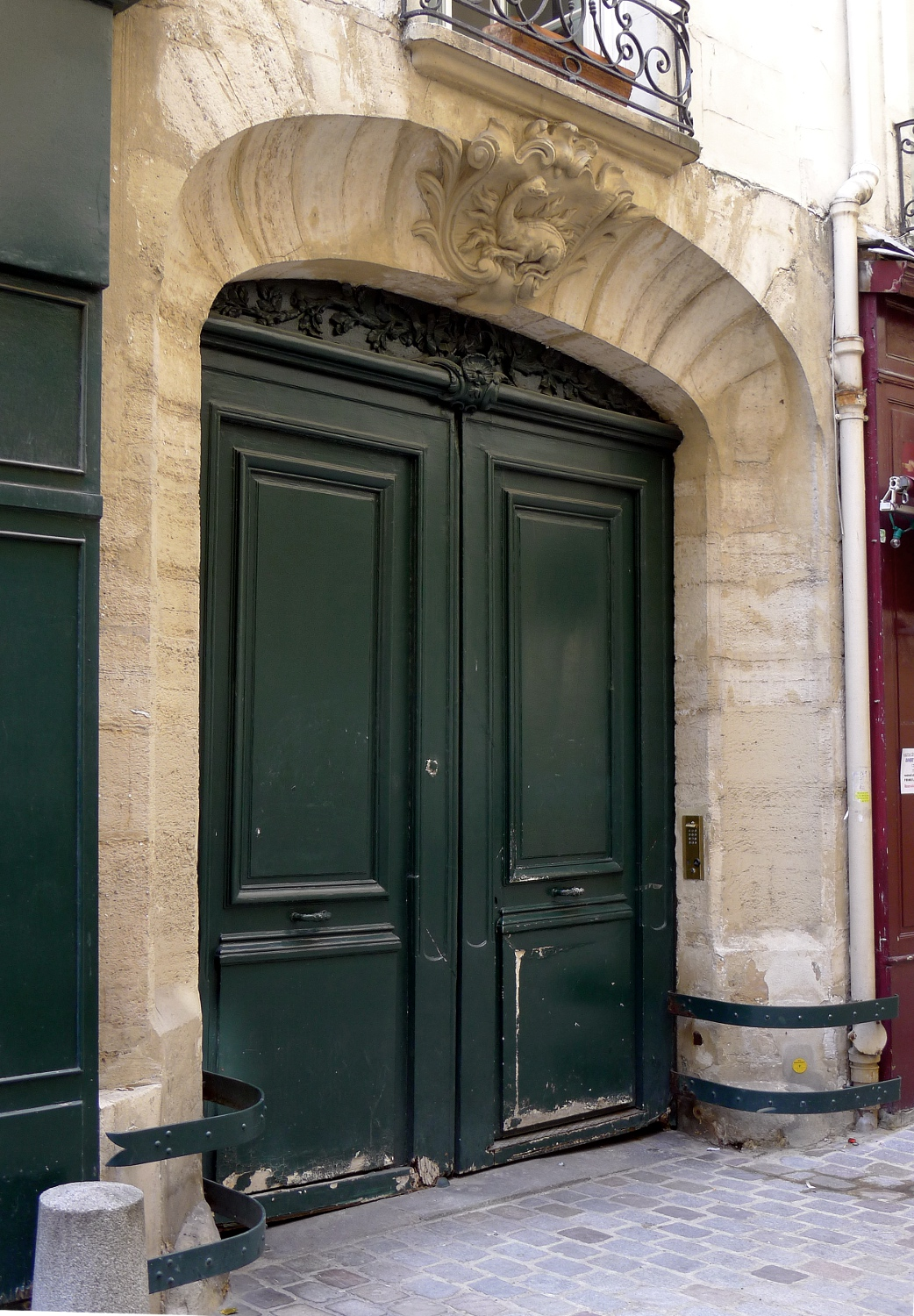
Porte de l'hôtel de la Salamandre.
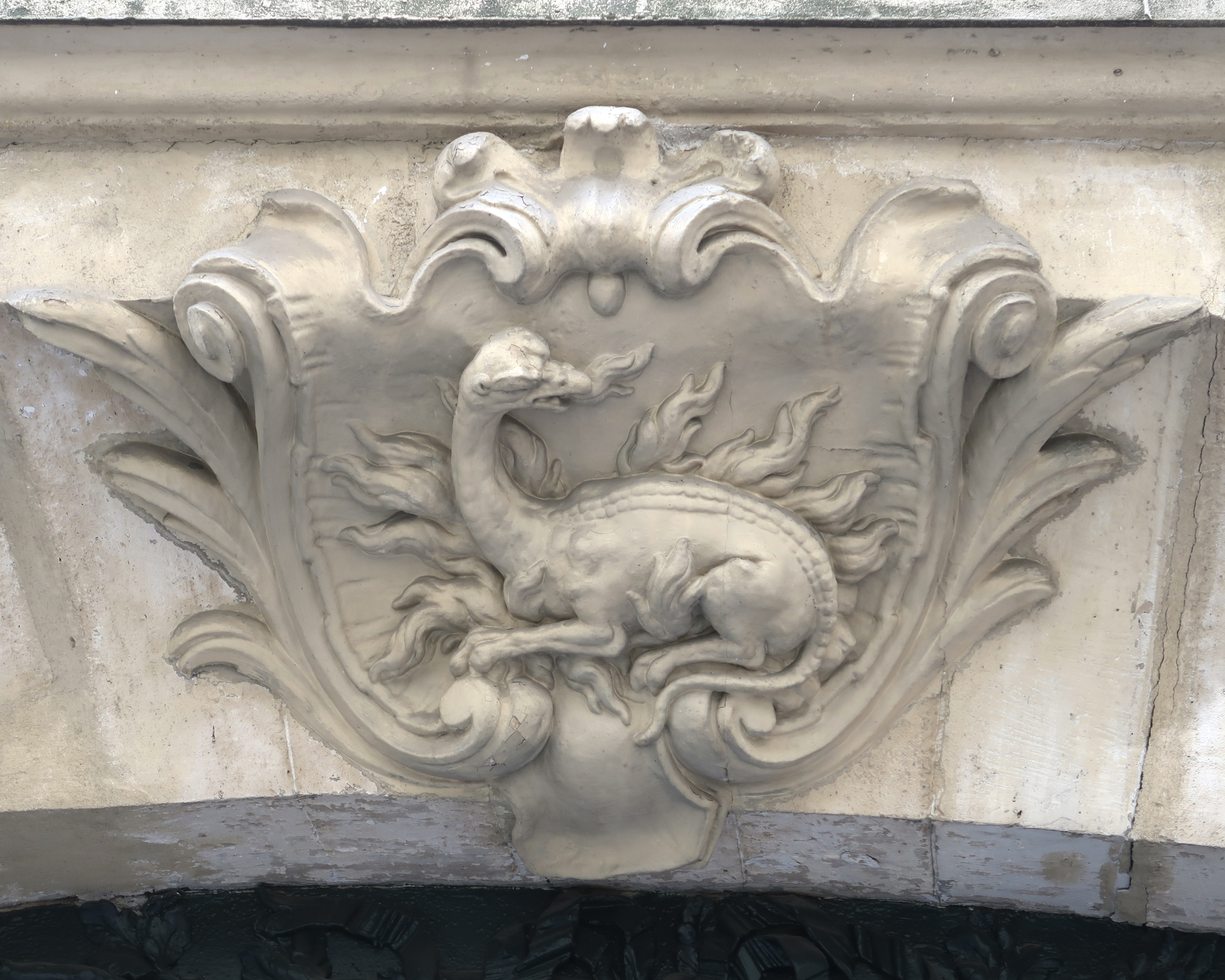
Détail du porche.
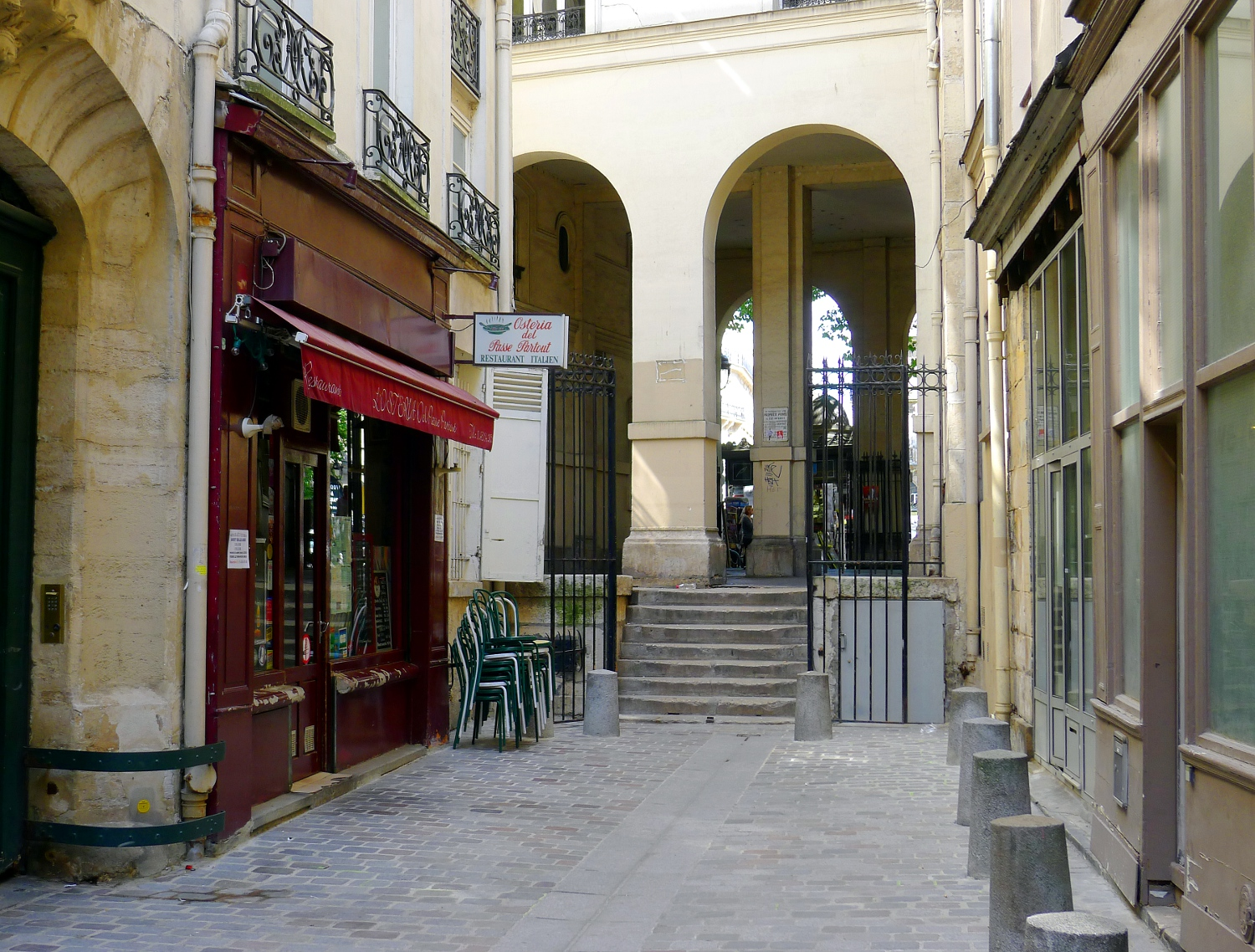
Escalier menant au porche.